# Coupe Spengler 1954
Navigation
Édition précédente Édition suivante
La Coupe Spengler 1954 est la 29e édition de la Coupe Spengler. Elle se déroule en décembre 1954 à Davos, en Suisse.
Pour la première fois, une équipe non-européenne participe à la compétition. Il s'agit d'une équipe amatrice d'Ottawa composée de membres de l'Aviation royale canadienne.

## Règlement du tournoi
Les équipes sont regroupés au sein d'un seul groupe. Les équipes jouent un match contre chacune des autres équipes. Le premier de la poule est déclaré vainqueur de la Coupe Spengler.

## Résultats des matchs et classement
| Clt   | Équipe             | PJ | V | D | N | BP | BC | Pts |
| ----- | ------------------ | -- | - | - | - | -- | -- | --- |
| +001, | HC Milan           | 3  | 3 | 0 | 0 | 33 | 2  | 6   |
| +002, | EV Füssen          | 3  | 2 | 1 | 0 | 16 | 12 | 4   |
| +003, | HC Davos           | 3  | 1 | 2 | 0 | 13 | 24 | 2   |
| +004, | Ottawa RCAF Flyers | 3  | 0 | 3 | 0 | 11 | 35 | 0   |

- Vainqueur de la compétition

|  | Ottawa RCAF Flyers | 5-10 | HC Davos |  |

|  | HC Milan | 5-0 | EV Füssen |  |

|  | HC Davos | 2-6 | EV Füssen |  |

|  | HC Milan | 15-1 | Ottawa RCAF Flyers |  |

|  | EV Füssen | 10-5 | Ottawa RCAF Flyers |  |

|  | HC Davos | 1-13 | HC Milan |  |